# 史善言
史善言（1553年—？），字指遠，號如泉，河南河南衛官籍直隸鳳陽府泗州天長縣人，明朝政治人物。

## 生平
萬曆四年（1576年）丙子科河南鄉試第七名，萬曆八年（1580年）庚辰科會試第二百七十名，登三甲第六十名進士。户部觀政，本年官潍县知县。十五年升南京户部主事，丁憂归乡。二十一年因史善言兄弟逼嫁继母情罪，被谪戍。

## 家族
曾祖史林；祖父史文貴，封文林郎監察御史；父史官，曾任知府。母白氏（封孺人）；繼母王氏（封孺人）。重庆下。弟嘉言。